# Дем'ян Скалозуб
Дем'ян Скалозуб (пол. Damian Skalozub, ? — 1589?, за іншими даними 1593, Царгород, Османська імперія) — низовий гетьман після Самійла Зборовського, український військовий козацький діяч XVI ст., полковник.

## Життєпис
На місце гетьмана Шаха року 1583-го обрано гетьманом із полковників Дем'яна Скалозуба.
Керівник походів на Кримське ханство та морських походів за участю кошового отамана-гетьмана Нечая. Після того, як кримські татари взяли в полон кількасот людей біля міст Опішня і Котельва, дістав дозвіл короля розпочати військові дії проти них. Скалозуб наказав кошовому Нечаю збирати козаків в похід і сам прибув з кінним військом. Керувати військом він наказав Іванові Богуславцю та Карпові Перебийносу. Наказав Якову Сурмилі напасти на кримчаків, щоб змусити їх відвезти невільників до ближніх міст, сам вночі виплив на чайці, вказав на подальші дії козакам і, повертаючись в Керченську протоку, був оточений військами. Не розрахувавши, що прибуло на поміч османів з Азовського та Чорного моря, після бою попав з рештою війська в полон і замордований голодом у Царгороді.
За Старовольським був звільнений з полону.

## Виправа на Крим 1583
На початку його правління Кримські Татари, у зв'язку з незгодою урядів Речі Посполитої й Османської імперії за пригоду Волоську, напали по-злодійському на територію тогочасної Речі Посполитої (нині територія України) й полонили кілька сотень людей біля містечок Опішня і Котельва. Гетьман при першій вістці про те негайно ж рушив з кіннотою своєю у Кримський степ з наміром перейняти татар з бранцями, не допустивши їх до Орського Перекопу; але в тому не встиг, а дізнався від спійманих «язиків», що вони забралися вже за Перекоп і випалили увесь степ на день дороги до Перекопу. Гетьман, одступивши у свої межі, доповідав королеві про ворожі вчинки татар і, діставши у резолюції повеління, щоб не починаючи війни явної, у котру османи, будучи тепер без діла, вмішатися можуть, старався визволити бранців умілим способом. Гетьман, не визнаючи в цьому пункті іншого мистецтва, окрім військового, дав секретний наказ Запорозькому кошовому Нечаєві примножити свої човни до можливого числа і наготувати їх та військо своє в потайну експедицію. Швидко за цим прибув Гетьман з кінним військом на Січ і, спішивши тут три полки реєстрових козаків, посадив їх з таким же числом запорожців у човни та відправив на море під командою писаря військового Запорозького Івана Богуславця і полковника Малоросійського Карпа Перебийноса. Партизанам тим повелів гетьман пройти Лиманом і морським берегом до приморських Кримських городів, закрити їхні гавані та судна, які будуть виходити з них, переглядати та відбирати руських бранців, коли вони в них опиняються, а одному загонові човнів підійти до гирла Перекопської затоки, що понад Сербулацькою пристанню. Опісля того наказу вирушив гетьман з достатнім числом кінноти та піхоти до Орської лінії й, наблизившись до неї, замкнув обидві її брами, вдаючи, що переходить через лінію. Поміж тим приплив у затоку Перекопську перший загін суден Запорозьких, в які перебрався сам гетьман вночі, не оповіщаючи війська, а повелів лише обозному генеральному Якову Сурмилі командувати військом і далі намагатися дістатися за лінію з тим наміром, щоб татари, побоюючись вступу козацького всередину Криму, якнайскоріше збували бранців своїх у приморські міста, де їх одбивати на човнах буде можливо. Відпливши в море, гетьман з'єднався там зі своєю флотилією і, призначивши їй різні гавані Кримські, поплив сам у затоку Керченську, що відділяє Крим від острова Тамана, де сподівався застати найбільшу переправу бранців. Та щойно увійшов у затоку, як військовими османськими суднами, що вийшли з Азовського та Чорного моря, був оточений і по довгій битві взятий у полон з усіма військами, що лишилися з битви, і відвезений до Царгорода, де заморений голодом.
Писар Богуславець був забраний в полон під Козловом. Писар Іван Богуславець, звільнений з неволі запорожцями з допомогою жінки османського паші Семіри, яка втекла з ним в Україну і вийшла за нього заміж. Решта війська з Перебийносом також повернулись.